# 王楠 (嘉靖戊戌進士)
王楠（1493年—16世纪？），字惟喬，直隸興州後屯衛官籍，浙江會稽縣人，明朝官员。

## 生平
順天府通州三河县学生，順天府鄉試第四十三名舉人。嘉靖十七年（1538年）中式戊戌科會試第一百六名，登第二甲第五十四名進士。授礼部主事，历官尚宝司丞，二十七年（1548年）九月升本司少卿，晋本司卿，三十三年六月升南京太仆寺少卿，三十四年二月升南京鸿胪寺卿，三十五年三月掌吏部事大学士李本疏劾，令冠帶閑住。

## 家族
曾祖王忠，指揮僉事 贈錦衣衛都指揮同知；祖父王鑑，指揮僉事 贈錦衣衛都指揮同知；父王玉，錦衣衛都指揮同知 充漕運參將。母邢氏（封夫人）。永感下。兄王桐、王杨（兵部员外郎）、王栋、王椆、王栩、王槐。